# 阿尔弗雷德·胡根贝格

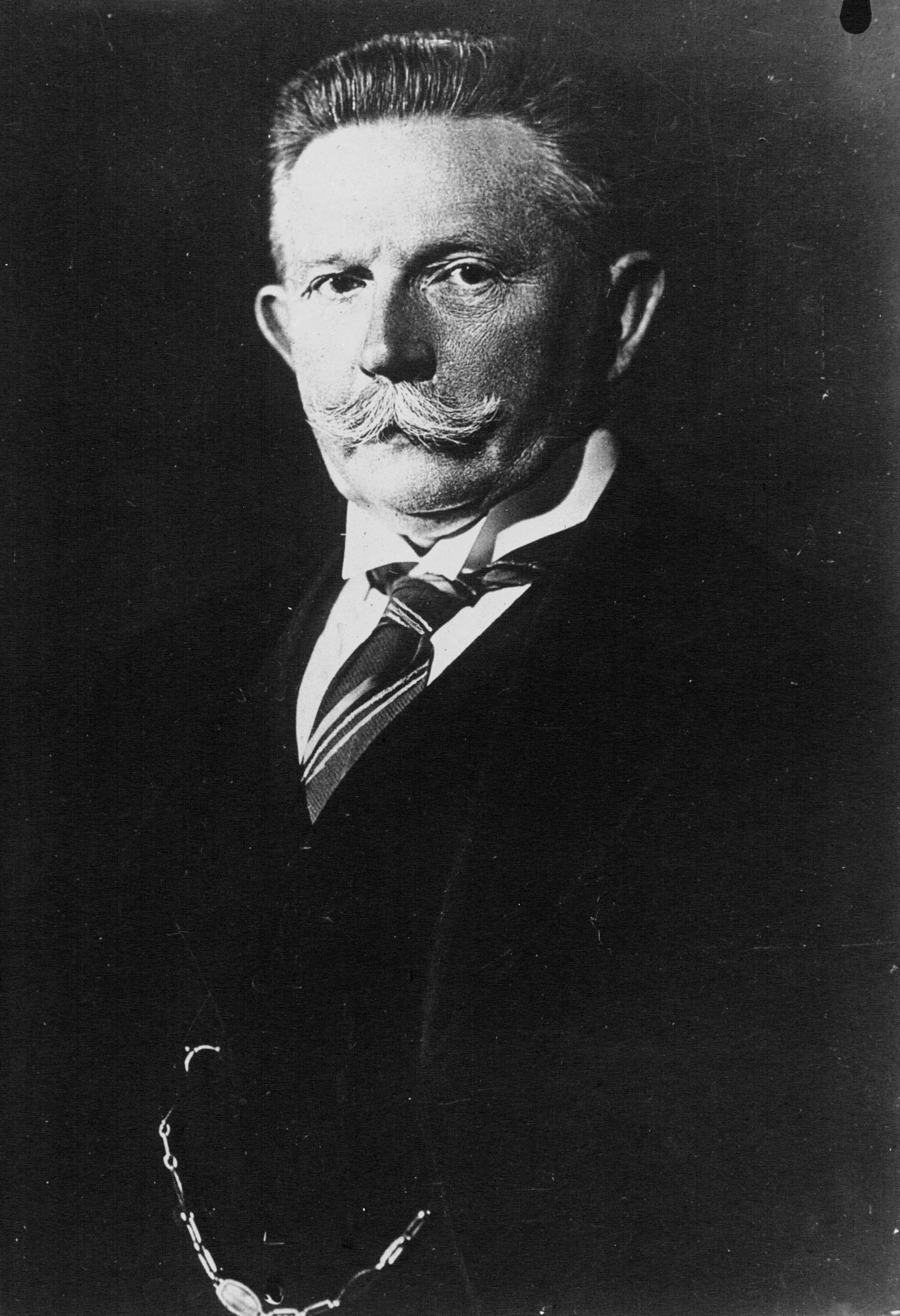
1933年的阿尔弗雷德·胡根贝格

阿尔弗雷德·胡根贝格（德語：Alfred Ernst Christian Alexander Hugenberg，1865年6月19日—1951年3月12日）是一位20世紀的德國商人與政治家。1927年曾收购乌发电影公司。
在20世紀初的幾十年間，身為德國民族主義政治領先人物的他，在戰間期，做為德国国家人民党領導人，曾想挾阿道夫·希特勒為政治鬥爭工具，但在希特勒成為德國總理後，从纳粹德国第2届国会选举开始就一直是纳粹德国国会里非纳粹党籍的常驻嘉宾，并沒有任何实际政治影响。

## 資料來源
1. ↑  理查德·J·埃文斯, The Coming of the Third Reich, Penguin Press, 2004, p. 314